# センター・オブ・ジ・アース2 神秘の島
『センター・オブ・ジ・アース2 神秘の島』（原題：Journey 2: The Mysterious Island）は、2012年のアメリカ合衆国の冒険ファンタジー映画。2008年の映画『センター・オブ・ジ・アース』の続編である。ジュール・ヴェルヌの『神秘の島』などに題材を得た3D映画。

## ストーリー
地底での大冒険から約4年。17歳になったショーン・アンダーソンは、ある日人工衛星施設へ侵入した。その帰路警察によって身柄を確保されるが、警察と懇意であった義理の父ハンク・パーソンズの計らいによって少年院行きを免れる。ハンクに問い詰められたショーンは、数日前に何者かから無線が入ったこと、その発信者は「ヴェルヌ信者」であると思われること、そして無線を聞くために人工衛星施設に侵入したことを打ち明けた。元軍人であるハンクの協力で暗号の解読を試みたショーンは、無線のメッセージがジュール・ヴェルヌが描いた「神秘の島」の座標を指し示していることを発見、それと同時に無線の発信者が音信不通となっていた祖父・アレキサンダーであり、彼が「神秘の島」を発見したことを確信する。ショーンとハンクは座標が指す「パラオ沖100マイル」を目指して旅立った。そして道中で出会ったガイドのガバチョと、彼の娘・カイラニと共に「神秘の島」に到着する。そこは動物の大きさの大小が逆になるという法則がある他、金を噴出する火山やネモ船長の墓、伝説の都・アトランティスがあるなどまさに楽園とも言うべき場所であった。アレキサンダーとも無事再会を果たし、彼の案内で「島」を散策する一行であったが、液状化現象により「島」がまもなく沈没してしまうという事実が明らかになる。一刻も早い脱出を強いられた一行はネモ船長が遺したとされるノーチラス号を探すため、様々な危機や困難に直面しながら「島」を横断。最終的にノーチラス号を発見した5人は、沈みゆく「島」を尻目にパラオへ帰還した。

## キャスト
ハンク・パーソンズ
演 - ドウェイン・ジョンソン、日本語吹替 - 大塚明夫
ショーンの義理の父。元海軍所属で現在は建設会社を経営している。真面目で責任感が強く、家族想い。
トカゲが苦手。海軍時代には暗号解読コンテストで3年連続優勝を果たした。これによりショーンが分からなかったアレキサンダーの暗号を解いた。
責任感のないアレキサンダーや反抗的なショーンには手を焼いている。アレキサンダーの暗号を解読したり、島の液状化を見抜くなど、自身の経験を活かした行動が目立つ。
一方でコミカルな一面も持ちあわせており、ショーンに女性を射止めるコツとして胸筋を交互に動かす「胸板ダンス」を伝授した他、ルイ・アームストロングの「What a Wonderful World」の替え歌を披露した。
アレキサンダー
演 - マイケル・ケイン、日本語吹替 - 永井一郎
元祖「ヴェルヌ信者」で「神秘の島」探しに半生を費やしており、2年もの間音信不通になっていた。
｢〜してないで拍手！｣が口癖。
「島」まで来たときの船ブルー・アイド・ルーシー号の残骸を使って充実した生活を送っていた。
楽天的な性格で言動に責任感がなく、ハンクに反感を持たれた他、ショーンの母・リズにも「まるっきり信用できない」と断じられている。
ハンクとは正反対の性格で反りが合わず、物語中盤まではハンクを小馬鹿にしたような言動を繰り返していたが、物語終盤にはハンクを尊重するような言動を見せるようになった他、ガバチョが失踪した際には「島に呼んだ自分の責任」と捜索係をかって出るなど心境の変化が見られた。
元々は息子でありショーンの父であるマックスと「神秘の島」探しを行うつもりであったが、彼の死により実現不可能となったため、一番に血の繋がりのあるショーンに「島」を見てほしいという理由で彼を呼んだ。
彼がショーン当てにモールス信号を送ったことが物語の始まりである。
ショーン・アンダーソン
演 - ジョシュ・ハッチャーソン、日本語吹替 - 細谷佳正
4年前の地底旅行をきっかけに「ヴェルヌ信者」となり、同じく「ヴェルヌ信者」である祖父・アレキサンダーを尊敬している。
自宅の部屋の壁はヴェルヌに関する切り抜きや地底探検時の新聞記事などで埋め尽くされている。
アマチュア無線をしており自室のデスクにはKenwoodのTS-690Sを設置し壁にはQSLカードが貼ってある。
成績はオールAをとるなど学業優秀であるが、反抗期のせいか家族にそっけない態度をとることが多く、前作に比べると少々短気な性格となっている。特に義父であるハンクに対しては、家族として認めていないような言葉を投げかけることもしばしばであった。しかし、物語終盤では「帰ってきてほしい」と懇願するなどハンクを大切な存在として見るようになった。
パラオで出会ったカイラニに一目惚れし、ガバチョによるガイドを断ろうとしたハンクを制した他、作中を通して積極的にアプローチを仕掛けていた。後に恋人同士となる。
カイラニ
演 - ヴァネッサ・ハジェンズ、日本語吹替 - 藤村歩
ガバチョの娘。美貌を備える。趣味はカタツムリの採集。
普段は父親のガイドツアーの助手を務めている。
積極的にアプローチを仕掛けるショーンを適当に、時に辛辣な言葉であしらっていたが、物語が進むうちに徐々に惹かれていく。
「島」からの帰還後、大学進学を機に渡米。ショーンとは恋人同士となる。
ガバチョ
演 - ルイス・ガスマン、日本語吹替 - 宮澤正
現地ガイドツアーを営むパラオ人男性。小太りで髭面が特徴。
かなり間抜けな性格で、旅の道中でも多くの騒ぎを引き起こした。
娘のカイラニを溺愛し、彼女の幸せを誰よりも望んでいる。娘を思うが故に突飛な行動を取りがちであり、過去にはバイト探しを手伝うためにヘリで彼女の履歴書をばら撒いたことがある他、作中では大学進学の資金調達のために金の火山へ行こうと勝手な単独行動をした。
他にもショーンについて「短気だがいい奴」と評したり、アレキサンダーと反りが合わないハンクを気遣ったりと人情家である一面も見せる。
オンボロヘリコプターを愛用していたが、ハンクには「タイタニックの方がマシ」と評された挙句、「島」へ向かう最中に愛機を墜落で失ってしまう。
「島」からの帰還後、ノーチラス号を譲り受けガイドツアーを繁盛させている。
リズ・アンダーソン
演 - クリスティン・デイヴィス、日本語吹替 - 坪井木の実
ショーンの母親で家族をほったらかしにしているアレキサンダーを強く非難している。

## テレビ放送
| 回数 | テレビ局   | 番組名（放送枠名） | 放送日        | 放送時間      | 放送分数 | 視聴率 | 備考 |
| ---- | ---------- | ------------------ | ------------- | ------------- | -------- | ------ | --- |
| 1    | 日本テレビ | 金曜ロードSHOW!    | 2015年2月6日  | 21:00 - 22:54 | 114分    | 10.5%  | 当初は2014年10月3日に放送予定だったが、作品中に火山のシーンがあるため、御嶽山噴火被害に配慮し『アイ・アム・レジェンド』に差し替えられ、2015年2月6日に放送された。 |
| 2    | テレビ東京 | 午後のロードショー | 2018年8月9日  | 13:35 - 15:40 | 125分    | 3.9%   | 前週に前作が放送された |
| 3    | テレビ東京 | 午後のロードショー | 2020年8月11日 | 13:35 - 15:40 | 125分    | -      | 前週に前作が放送された |
| 4    | テレビ東京 | 午後のロードショー | 2022年8月11日 | 13:55 -15:55  | 120分    | -      | |

- 視聴率はビデオリサーチ調べ、関東地区・世帯・リアルタイム。